# Little India (stacja metra)
Little India – węzłowa stacja podziemna Mass Rapid Transit (MRT) na North East Line i Downtown Line w Singapurze. Stacja położona jest w dzielnicy Little India. 
Stacja została wybudowana w samym sercu dzielnicy Little India, wraz z Tekka Centre i The Verge, w odległości krótkiego spaceru od stacji.
Od 27 grudnia 2015 stacja węzłowa z Downtown Line.